# Office régional de placement
Les Offices régionaux de placement (abrégés ORP) sont une institution gouvernementale en Suisse, spécifiquement créée pour le suivi des chômeurs. Il s'agit, en règle générale, du premier endroit que fréquente le travailleur qui vient de perdre son emploi.
Plus grande plateforme pour l'emploi, les ORP emploient environ 1500 personnes dans 130 centres disséminés dans toute la Suisse. Ils conseillent et soutiennent les chômeurs dans leurs recherches d'un nouvel emploi et s'assurent de l'aptitude au travail de l'assuré.

## Base légale
La base légale qui gère toutes les activités des ORP est la LACI, la Loi sur l'Assurance chômage et insolvabilité.
Cette  loi est accompagnée par l'OACI, l'Ordonnance sur l'assurance chômage et insolvabilité.

## Moyens à dispositions
Pour mener à bien sa mission, soit la réinsertion de l'assuré sur le marché de l'emploi, le conseiller en personnel dispose d'un certain nombre de mesures sous la forme de cours, Programme d'Emploi Temporaire (ex-ETS) et aides à l'embauche, par exemple. L'assuré doit se soumettre aux mesures décidées par le conseiller ORP, permettant ainsi un retour rapide au travail. Ainsi, il devra suivre des cours afin de valider certaines compétences, apprendre à rédiger un curriculum vitæ ou parfaire ses connaissances linguistiques.
Bien souvent, les candidats sont persuadés que l'ORP leur offrira une formation complète, ce qui n'est pas le cas. L'ORP n'a pas été conçue pour reconvertir une personne à un autre métier, mais bien pour mettre en avant les compétences et acquis de l'assuré.
Exemples de cours existants :
- Techniques de recherches d'emplois : établissement d'un CV et d'une lettre de postulation, ainsi que divers conseils sur la manière de trouver un emploi.
- Cours de français, d'allemand ou d'italien pour les personnes ne parlant pas la langue de la région linguistique où ils sont suivis par un ORP.
- Cours métiers: par exemple un serrurier pourra mettre à jour ses compétences en soudure.

Exemples de Programme d'Emploi Temporaire :
- Un sommelier pourra aller travailler dans un restaurant école afin d'améliorer ses compétences.
- Un ouvrier d'usine pourra aller s'exercer à une activité dans un domaine qui n'est pas en concurrence avec le marché privé (déconstruction d'ordinateur à des fins de recyclage, tris d'habits pour l'exportation, etc.).

Un PET est également prévu pour tester l'aptitude au placement de l'assuré.
Exemples d'aides à l'embauche:
- Allocation d'initiation au travail : Une entreprise souhaitant engager un candidat dont les compétences pour le poste sont limitées peut demander une aide financière pour sa formation.
- Stages d'essais : Le candidat effectue un stage d'au maximum trois semaines permettant à l'employeur de tester les compétences du candidat avant son embauche. Durant cette période, le candidat continue de toucher ses indemnités de chômage.

## Le conseiller en personnel
Le conseiller en personnel est le professionnel qui accompagnera le demandeur d'emploi tout au long de son parcours chômage.
Généralement issu du secteur des ressources humaines ou des assurances (privées ou sociales), le conseiller en personnel conseille et contrôle le candidat. Ses compétences lui permettent de conseiller le candidat sur la meilleure méthode à suivre afin qu'il retrouve rapidement un emploi.

## Procédure
Muni de sa carte d'identité ou de son passeport, le candidat doit se présenter à l'ORP au plus tard le lendemain du dernier jour salarié. La date du premier passage à l'ORP est déterminante et défini le point de départ des prestations de l'assurance.
L'inscription a proprement parler n'a pas lieu au premier passage de l'assuré, mais quelques jours plus tard. La secrétaire remet à l'assuré un formulaire listant les documents nécessaires à l'inscription proprement dite, document que l'assuré signe en deux exemplaires, prouvant du même coup la date à laquelle le candidat demande les prestations. En effet, celui perd son emploi le 10 du mois et ne s'inscrit que le 15 ne pourra pas prétendre aux indemnités de chômage depuis le dix, mais seulement depuis son passage à l'Office, soit le 15.
Les documents nécessaires à l'inscription sont :
- La carte AVS
- L'attestation de domicile
- Le dernier contrat de travail (si existant)
- La lettre de congé (si existant)
- Un dossier de postulation complet (CV, certificats, diplômes)
- Les certificats médicaux (si existant)
- Les preuves de recherches d'emplois effectuées avant l'inscription.

Si le candidat se présente à l'entretien d'inscription sans carte AVS, l'inscription ne peut pas avoir lieu.
Quelques jours plus tard, le candidat sera convoqué et participera à l'entretien de Bilan, ou le conseiller en personnel statuera sur  les acquis de l'assuré. C'est lors de cet entretien que le conseiller en personnel décidera des mesures que le candidat devra suivre afin d'améliorer sa plaçabilité.

## Aptitude au placement
Pour être apte au placement (Art. 15 LACI), soit être suivi par l'ORP et indemnisé par l'assurance chômage, le candidat doit respecter trois points:
- Être apte légalement: soit disposer d'une autorisation de séjour et de travail pour un étranger, ne pas être dans la période de protection interdisant le travail aux femmes sitôt après un accouchement ou lorsque le candidat est sous certificat médical.
- Être disposé à suivre les mesures décidées par l'ORP.
- Être disposé à accepter tout travail convenable.

## PRE et IPA
Une fois par mois, l'assuré doit remplir un document, l'IPA (Indications de la personne assurée), indiquant son statut actuel, par exemple s'il a occupé de manière temporaire un poste de travail, ou s'il a bénéficié d'indemnités journalières pour cause de maladie ou d'accident. Le chômeur doit être en mesure de prouver ses activités du mois précédent et remettre ce document à sa caisse de chômage, généralement au plus tôt le 25 du mois en cours.
La PRE (Preuves de recherches d'emplois), est un formulaire sur lequel le candidat liste toutes les actions entreprise afin de retrouver un emploi (postulation par écrit, par visite personnelle ou par téléphone). Généralement, ce document doit être remis à l'ORP au plus tard le 5 du mois suivant. Au lieu de l'obligation de timbrage journalier ou hebdomadaire, le règlement entré en vigueur a introduit la feuille de contrôle mensuelle.
Le candidat reçoit ses documents par la poste.

## Caisse de chômage
Contrairement à la croyance populaire, l'ORP ne paie pas d'indemnités de chômage, cette tâche étant dévolue aux Caisses de chômage, gérée par les cantons ou par des organismes privés autorisés par l'État.
On ne fréquente que rarement les bureaux de la Caisse de chômage, contrairement à une époque où il était nécessaire de faire vérifier journalièrement ou de manière hebdomadaire une feuille de timbrage sur laquelle un tampon humide était apposé, prouvant que l'assuré était bien présent et en recherche d'emploi; le canton de Zoug a été le dernier à supprimer cette obligation en 1998.

## Sanctions
Si l'assuré ne met pas tout en œuvre afin de retrouver un emploi (trop peu de candidatures écrites, rendez-vous manqués, etc.), le conseiller en personnel de l'ORP transmet le dossier aux répondants juridiques qui décideront des sanctions que devra supporter l'assuré, par des retraits du nombre d'indemnités journalières auxquelles il a droit.

## Assignations
Lors de l'entretien de contrôle, le chômeur peut être assigné à un poste de travail. En pareil cas, il se fait remettre un document précisant la personne de contact et une description du poste proposé. L'employeur, lui, reçoit un document sur lequel sont indiqués les noms et prénoms de l'assuré qui devra prendre contact avec lui. Après un délai relativement court, l'employeur est appelé à répondre à l'assignation, en précisant le comportement du candidat et vérifiant également si ce dernier a bien pris contact avec l'employeur.

## Historique
Les premiers Office régionaux de placements ont ouvert en 1996, permettant ainsi de suivre les chômeurs et prévenir les abus.

## Visites de contrôle
Une à deux fois par mois, le chômeur doit se rendre à un entretien dit "de contrôle" auprès de l'ORP de son lieu d'habitation. Le conseiller chargé de son dossier vérifie les actions entreprises afin de retrouver un emploi et mentionnées sur la feuille de contrôle: soit en contactant les entreprises visitées, soit en demandant une copie des réponses reçues par courrier lors d'une postulation envoyée par courrier.